# 許志永
許 志永（きょ しえい、シュー・ジーヨン / シュイ・チーヨン、1973年3月2日 - ）は中国の人権活動家、法学者。憲政の実現や公民の権利擁護を求める「新公民運動」の提唱者で、運動の中心的人物。民間公益組織「公盟」（「北京公盟コンサルティング有限公司」の略称）を共同で創設し、社会的弱者の法的支援に携わる。2009年に脱税容疑で約1カ月間勾留された。2013年7月に公共秩序騒乱容疑で再び拘束され、北京市第三看守所に勾留される。同年12月に公共秩序騒乱罪で正式に起訴され、2014年1月に懲役4年の実刑判決を受けた。2023年4月には国家政権転覆罪で懲役14年を言い渡された。

## 経歴
1973年、中国河南省商丘市民権県生まれ。1990年に蘭州大学法律系に入学、法学士の学位を取得。1995年に蘭州大学法律系の修士課程に入学、修士の学位を取得。1999年に北京大学法学院に入学、2002年に法学博士の学位を取得した。2002年より北京郵電大学文法経済学院の講師。
2011年7月30日、結婚。
2013年12月、米誌「フォーリン・ ポリシー」の「2013年度世界の思想家100人」に選ばれた。

## 活動

### 「公盟」での活動
2003年、ホームレスに間違われた出稼ぎ青年が収容所で暴行を受けて死亡した「孫志剛事件」に絡み、同じく法学博士である滕彪、兪江と連名で全国人民代表大会常務委員会に意見書を出し、農村から都市に流入したホームレスを強制的に収容・送還する「都市浮浪乞食収容送還法」の廃止を求め、これを実現させたことで、広く名を知られるようになった。
2003年10月、滕彪、兪江、張星水と共同で「公盟」の前身である民間公益組織「陽光憲道社会科学研究センター」（略称「陽光憲政」）を創設。
2003年11月、北京市海淀区の人民代表大会代表に当選（第13期）。2006年に再選（第14期）。
2005年、「陽光憲道社会科学研究センター」が北京市民政局に継続登記できなかったため、「北京公盟諮詢有限責任公司」(略称「公盟」。「諮詢」はコンサルティングの意味)と改名し、北京市工商局に登記。
2005年、陳情の実態調査のため、北京南駅近くの「陳情村」で2カ月間暮らし、陳情者を監禁する「ヤミ監獄（黒監獄）」などを取材。
2006年、「盲目の人権活動家」陳光誠の弁護人を務める。
2006年12月から、都市に移住した農民工の子女の教育を受ける権利に関する調査研究に着手。
2008年9月に起きたメラミン混入粉ミルク事件で、被害者家族の法的支援に尽力。
2009年から大学での講義資格を剥奪される。2013年3月から給与差し止め。
2009年7月14日、税務局が「公盟」に総額142万元（約1900万円）の罰金の支払いを命じる。7月29日午前5時、制服警官1名と私服警官5名が責任者である許志永を連行。当局から「脱税容疑」で告発され、北京市第一看守所に勾留された。8月13日、「脱税罪」で正式逮捕。8月23日、保釈。

### 「公民」での活動
2010年3月、「公盟」は組織名称を「公民」と改め、引き続き人権擁護活動に携わる。「公民」は民主法治制度の確立を目標とした公益組織で、新公民運動を唱道。
2011年11月、北京市海淀区北郵選挙区の人民代表大会代表選に出馬。当局の妨害を受けて正式な候補者名簿に入らなかった。有効投票数22000余票のうち3500余票を獲得するも、当局が推薦した候補者の16000余票に及ばず、落選 。
2012年11月15日、中国共産党総書記に就任した習近平宛に公開書簡「国家の命運に対する一公民の考え」を発表。
11月24日、北京市公安局の国保（国内安全保衛総隊）人員に連行される。
2013年2月26日、北京の地下鉄の駅で、教育の平等を訴えるビラを配布。北京市に戸籍のない市民に、市教育委員会庁舎前に集まって平等な教育を受ける権利を要求するよう呼びかけた。翌27日に北京市の国保から呼び出しを受ける。
2013年4月12日、香港で開かれる「孫志剛事件十周年シンポジウム」に参加するため赴いた北京の空港で身柄を拘束され、自宅軟禁状態に置かれた。7月16日に公共秩序騒乱容疑で勾留され、8月22日に正式に逮捕された。
2013年12月13日、正式に北京市第一中級人民法院に起訴された。
2014年1月22日、初公判。当局の司法手続きに抗議の意思を示すため黙秘を貫いた。公判は即日結審。
2014年1月26日、判決公判。懲役4年の実刑判決を受けた。
2023年4月10日、山東省の裁判所から国家政権転覆罪で懲役14年の判決を言い渡された。